# Francesca Halsall
Francesca Jean Halsall (Southport, 12 aprile 1990) è un'ex nuotatrice britannica.

## Carriera
Ha rappresentato la Gran Bretagna ai Giochi olimpici di Pechino del 2008 nei 50 e nei 100 metri stile libero, nei 100 m farfalla e nelle 3 staffette. Ha ottenuto come migliore risultato individuale l'8º posto nella finale dei 100m stile libero.
Ai Campionati mondiali di nuoto 2009 ha vinto la medaglia d'argento nei 100m stile libero, dietro alla tedesca Britta Steffen.
Ha saltato parte della preparazione invernale nella stagione 2011 a causa di un intervento alla caviglia alla quale si è sottoposta e che l'ha tenuta ferma sei settimane.

## Palmarès
- Mondiali

Roma 2009: argento nei 100m sl.
Barcellona 2013: bronzo nei 50m sl.
Kazan 2015: oro nella 4x100m misti mista.
- Mondiali in vasca corta

Manchester 2008: argento nei 100m sl, bronzo nei 50m sl, nella 4x100m sl e nella 4x100m misti.
Istanbul 2012: argento nei 50m sl.
Doha 2014: argento nei 4x50m misti mista.
- Europei

Budapest 2006: oro nella 4x100m misti.
Eindhoven 2008: oro nella 4x100m misti.
Budapest 2010: oro nei 100m sl e nella 4x100m misti, argento nei 100m farfalla e nella 4x100m sl e bronzo nei 50m sl.
Berlino 2014: oro nei 50m sl, nei 50m dorso e nella 4x100m misti mista, bronzo nei 50m farfalla e nella 4x100m misti.
Londra 2016: oro nei 50m dorso, nella 4x100m misti e nella 4x100m misti mista, argento nei 50m sl e bronzo nei 50m farfalla.
- Europei in vasca corta

Helsinki 2006: bronzo nella 4x50m misti.
Herning 2013: bronzo nella 4x50m misti.
- Giochi del Commonwealth

Melbourne 2006: argento nella 4x100m sl e nella 4x100m misti.
Delhi 2010: oro nei 50m farfalla, argento nei 50m sl, nella 4x100m sl e nella 4x100m misti e bronzo nei 100m sl.
Glasgow 2014: oro nei 50m farfalla e nei 50m sl e argento nella 4x100m sl e nella 4x100m misti.
- Europei giovanili

Budapest 2005: oro nei 100m sl, argento nei 50m sl e bronzo nella 4x200m sl.
Palma di Maiorca 2006: oro nei 50m sl, nei 100m sl e nella 4x100m sl, argento nei 200m sl e nella 4x200m sl.